# Yūsuke Kobori
Yūsuke Kobori (jap. 小堀佑介 Kobori Yūsuke; ur. 24 lipca 1979 w Yotsukaidō) – japoński bokser, były zawodowy mistrz świata organizacji WBA w kategorii lekkiej (do 135 funtów).
Zawodową karierę rozpoczął w lutym 2000. Dwóch jedynych porażek doznał w początkowej fazie kariery. 19 maja 2008, w swojej 26 walce, pokonał przez techniczny nokaut w trzeciej rundzie José Alfaro i odebrał mu tytuł mistrza świata organizacji WBA.
Pas mistrzowski utracił już w następnej walce, 3 stycznia 2009, przegrywając na punkty z Paulusem Mosesem z Namibii. Była to jego ostatnia walka w karierze.